# Malvern, Pennsylvania
Malvern är en ort i Chester County i delstaten Pennsylvania, USA.